# 汪小菲
汪小菲（1981年6月27日—），本名汪少菲，生于北京，中國商人，曾任俏江南集团总裁和执行董事，現任北京合尊置业有限责任公司董事长。

## 经历
汪小菲母親张兰与父亲汪则翰曾在北京三里屯附近的蔬菜公司工作，汪则翰任豆制品厂供销科长，张兰当时是該廠会计，后二人均选择辭職下海经商。1989年二人离婚后，张兰带着年幼的汪小菲前往加拿大，並在餐馆打工。1991年回北京，在东四东南角租了东城粮食局的门店，开了一家叫阿兰酒家的餐厅。
汪小菲15岁到法国留学，6年后畢業於法国英賽克高等經濟與商業研究學院设计专业，随后又赴加拿大貴湖大学酒店管理攻读MBA並于2004年底回到北京，第一份工作便是担任俏江南餐饮集团的执行董事，负责集团的海外推广、设计及时尚创意。同时，汪小菲兴建了以母亲名字命名的和众圈内明星会所“兰会所”和概念品牌“Subu”餐厅。2011年6月13日，汪小菲正式接任俏江南餐厅集团CEO的职务。
2013年，汪小菲成立合润麟（北京）食品有限公司成立，任董事长。该公司主营产品为养生茶饮，汪小菲与大S婚姻存续期间，大S任产品代言人。2024年7月，汪小菲退出股东行列并卸任监事。
2015年，汪小菲成立北京合尊置业公司，任董事长。公司申请注册多个大S相关商标如“S Hotel”、“徐徐酒店”、“姐妹们的聚会”等商标。2017年，汪小菲投資的台北首家陆资全资酒店S Hotel開業。2024年3月，酒店易名「美憬閣MGallery」。2024年8月，酒店关闭。
2021年，汪小菲創辦的餐饮业品牌「麻六记」首店開業。

## 個人生活
汪小菲初戀女友為在法國留學期間認識的中國留學生，兩人交往7年。
2004年-2007年，汪小菲與新丝路模特大赛全国总冠军冯婧交往。
2007年-2009年，據《環球時報》英文版專欄作家Doriah Morrison，章子怡出軌汪小菲：「2007年5月戛纳电影节上，章子怡公开宣布vivi是她的男朋友。事实上，在她的爱情宣言不久，我就看见章子怡在中国大饭店与汪小菲开房做SPA。”Morrison解释：“后来，那个我认识的SPA经理告诉我每当章子怡在北京的时候，章子怡和汪小菲就总在一起。根据汪小菲的一个密友所说，他们的‘关系’至少一直持续到2009年初。”汪小菲在博客中回应，称这件事纯属捏造，他从未去过中国大饭店做SPA。“我和子怡确实是朋友，可是并没有过超出朋友之外的任何亲密关系。平时大家都忙，也很少见面，但是我并不想落井下石。她平时为人很谦虚，对待朋友很好。”
2009年-2010年，汪小菲與張雨綺交往。
2010年9月29日，汪小菲在安以轩於北京蘭會所的兩次聚會上邂逅大S，第二次聚會為安以軒生日，汪当晚受邀大S台北生日宴。10月28日，汪小菲在微博宣布已與張雨綺分手；隔天，宣布與大S訂婚。11月16日，兩人在北京市朝陽區民政局注册登记结婚。2011年3月22日，在海南三亚举行婚礼。6月，模特呂婉柔稱曾在汪小菲與大S婚前與訂婚期間與汪交往，張蘭對此予以否認。2014年，汪小菲和大S女兒在台北出生；2016年兒子出生。
2021年6月5日，大S單方面宣布與汪小菲離婚；11月22日，兩人正式解除婚姻關係，繼續共同扶養孩子。2022年2月，汪小菲被爆携母親張蘭、张颖颖同游三亚過年。同年，汪小菲不履行離婚協議，積欠逾5百萬的生活費用，遭大S向法院聲請強制執行，法院已核發扣押命令。汪小菲連發多則貼文痛斥徐熙媛。汪小菲還向法院提出异議，并请求法院暂时停止执行他的财产。2023年3月27日，法院驳回汪小菲的请求，判汪小菲败诉。
2023年12月，汪小菲被北京市第三中级人民法院强制执行748万余元。此前汪小菲所持合润麟（北京）食品有限公司、北京合尊置业有限责任公司、北京小汪麻六记文化科技发展有限公司的920万、347万、20万股权已被北京市第三中级人民法院冻结。
2022年5月31日，葛斯齐爆料汪小菲出轨张颖颖，汪小菲随后起诉葛斯齐妨害名誉。2022年11月26日，汪小菲公开与张颖颖恋情。2023年1月16日，张颖颖微博发文单方面宣布与汪小菲分手，自爆已对他提出“无数次分手”，指汪小菲母親張蘭表里不一，又稱汪小菲私下不斷和她求復合，但是在兩人分開的期間內，「（汪小菲）不斷挽回，我靜靜看著演戲。」2023年3月16日，葛斯齐、汪小菲聚餐和解。2025年2月4日，大S去世后，张颖颖发文谴责汪小菲，「他拿她的离世给他立人设。这就是所有人眼中的爱。实则，所有的苦难都是他带来的。」并称汪小菲与大S婚后第二年已经出轨，「欺骗过的女生数不胜数」。
2024年3月20日，大S发文指控汪小菲孕期家暴，婚内出轨张颖颖在内的多名女子，表示离婚后有泄愤刷卡，但没有刷过他的卡给具俊晔买东西，并称十年婚姻二度流產，造成「二死一重伤」。3月22日晚，汪小菲硬闖徐熙媛信義區豪宅，遭警方驅離後，又上警局揚言舉報大S非法拘禁子女和使用藥物Stilnox，但沒有正式報案。3月27日，國臺辦發言人在記者會回應汪小菲與大S離婚風波，「兩岸婚姻至今據我所記應該是在38萬到40萬之間。其中的一雙婚姻，雖然雙方都是名人，他們之間的吵吵鬧鬧不至於激化兩岸矛盾，因為這是40萬分之一。兩岸一家親，希望有緣人能白頭偕老。對於極少數失敗的婚姻，希望當事人好聚好散，一別兩寬，各自安好。」
2024年1月，汪小菲公开与台湾网红、医美顾问马筱梅（Mandy）恋情，两人经整形医生李进良介绍认识。3月28日，汪小菲在朋友圈宣布向马筱梅求婚成功；5月27日，两人在上海登记结婚.2025年5月17日，在北京郡王府饭店补办婚礼。

## 爭議
- 2020年1月27日，在新冠疫情爆發，多數國家口罩內需皆無暇供應之際，與其妻子徐熙媛前往日本採購1萬枚口罩支援中国大陆[21][22]，遭日本以及台灣的網友抨擊[23][24]。2020年1月30日，因台灣政府執行口罩出口控管，原本要捐給中國大陆的口罩因此無法寄出，於30日表示捐給台灣，「雖然無法寄出，本地的朋友也有需要」，並將這無法寄出的口罩一半留給自己的飯店使用，另一半則委託給該里長分送給鄰居，又遭受大陸網友抨擊。[25]

- 2020年2月，汪小菲抨擊台灣政府防疫措施，不讓「陸配子女」返台。汪小菲說，「做為父母不能跟孩子團聚這是人間的悲劇，這悲劇以前是打仗的時候才發生，站在這角度想就知道，是可以理解家屬焦急心情，所以還是要回歸理性，但當然要有保護措施，就是讓這些人回來後不能到處跑，還是要自覺。」「我母親也不能過來，期待疫情早日過去，不要讓這樣的的悲劇再次發生。」
- 2022年7月，一段10秒影片在網路流傳，其中汪小菲說：「為什麼咱們不能跟共產黨爭一爭，執政去啊？」狗仔葛斯齊在臉書表示，他曾收到該影片，但考量影片真實性及這件事不單單波及個人，還波及2000多位員工生計因此罷休。他和汪小菲通話時也提到影片要他多注意言行，告知自己已拒絕曝光此事，但最終爆料者仍在推特曝光影片。[26]
- 2024年3月22日至4月初，汪小菲和大S離婚爭議引發關注之際，汪小菲名字在微博熱搜「被消失」，張蘭抖音直播間被屏蔽，疑似被平台降溫處理。根據微博公開數據，汪小菲22日夜闖大S豪宅後，「汪小菲」在24小時內閱讀量615萬，熱度從昨晚8時至11時呈現不斷上漲的趨勢，此後就突然大跌，其姓名也在相關事件中，被熱搜以「大S前夫」字樣代替。[27][28]
- 2025年2月8日，汪小菲与母亲张兰因「發布謠言，違反公序良俗和道德底限，不尊重逝者及家屬，也傷害了公眾感情」，被抖音無限期封禁帳號。[29]微博隨後亦宣布暫停張蘭帳號直播功能。[30]

## 演出

### 真人秀節目
- 2013年江蘇衛視《贏在中國藍天碧水間》

### 綜藝節目
- 2018年騰訊視頻《幸福三重奏》第一季

## 出版
- 《生於1981：汪小菲從青澀男孩走向成熟男人的心路歷程，也是關於狂飆年代、關於成長最真摯的告白！》／作者：汪小菲／出版社：平裝本出版社／出版日期： 2019年5月27日／ISBN 9789869690386。

## 外部連結
- 汪小菲的新浪微博
- S Hotel （页面存档备份，存于）
- S Hotel的Facebook專頁
- S Hotel的Instagram帳戶
- Tripadvisor 貓途鷹：S Hotel
- 合尊酒店 臺灣旅宿網 （页面存档备份，存于）
- 台灣公司資料